# جهانگیر سرتیپ‌پور

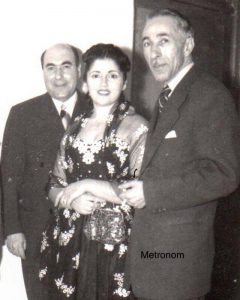
جهانگیر در کنار فهیمه و محسن اکبر. سال ۱۳۳۴، رشت.

جهانگیر سرتیپ‌پور (ششم آذرماه ۱۲۸۲ ش در محله سبزه میدان رشت - هفتم آذرماه ۱۳۷۱ ش در تهران) ترانه سرا، نویسنده، هنرمند و سیاستمدار گیلانی بود. او که از نبیره‌های امیر هدایت‌الله خان فومنی بود، شهردار رشت در سال‌های ۱۳۳۱–۱۳۳۳ و نماینده رشت در دوره‌های ۲۱ و ۲۲ مجلس شورای ملی و از محققان و نویسندگان کوشای گیلان بود. سرتیپ‌پور عضو هیئت امنای سازمان ملی حفاظت آثار باستانی ایران بود و در زمینه تأتر و نمایش و بازیگری نیز فعالیت داشت. یکی از آثار او به نام «ویژگی‌های دستوری و فرهنگ واژه‌های گیلکی» که بسیاری از لغات اصیل گیلکی را دربردارد نخستین کتابی است که در زمینه دستور گیلکی در ایران نگارش یافته‌است.

## اوان زندگی
او در در خانواده‌ای مالک به دنیا آمد. پدرش عزیزا… خان، مشهور به آقاخان، در قشون قزاق ایران سرتیپ دوم و آجودان سلطنتی بود و از اعقاب امیر هدایت خان، حاکم گیلان، ملقب به اُتُرخان رشتی بود. جهانگیر چهار سال بیشتر نداشت که پدرش را از دست داد و تحت سرپرستی مادرش قرار گرفت. وی در کودکی به مدرسه شمس می‌رفت و در هفده سالگی به همراه آقا شیخ رضا مقدادی (خیاط) نزد میرزا کوچک خان رفت و در دفتر کمی‌سری جنگ به نویسندگی پرداخت.

## نهضت جنگل
بعد از پیوستن به نهضت جنگل در زمرهٔ مبارزان میرزا کوچک خان درآمد و در جریان درگیری میرزا کوچک خان با جناح کمونیست‌های کودتاچی به جانبداری از میرزا پرداخت و به این جهت از سوی کودتاچی‌ها دستگیر و محکوم به اعدام شد و بر اثر حمایت آزادی خواهان رشت از مرگ نجات پیدا کرد. خانهٔ موروثی اش نیز در خیابان بیستون رشت به دست عمال دولت انگلیس به آتش کشیده شد.
سرتیپ پور پس از شکست نهضت جنگل به فعالیت‌های فرهنگی ـ هنری پرداخت. وی جمعیت «آکتوران آزاد» را تشکیل داد و بعد از اتحاد با جمعیت «ترقی ایران» با عنوان «جمعیت آزاد ایران» فعالیت‌هایش را ادامه داد. وی در دههٔ ۲۰ علیه نیروهای دمکرات آذربایجان و زنجان به کمک دولت شتافت و نهضت مقاومت گیلان را تشکیل داد و موجبات اتحاد عشایر گیلان و شاهسون را فراهم نمود و موقعی که ارتش فرقهٔ دموکرات به طرف طوالش پیش آمدند، قوای نهضت مقاومت گیلان با حملات مسلحانه ایادی و عوامل بیگانه را از زادگان خود بیرون راندند. به خاطر این عمل در سال ۱۳۲۶ مفتخر به دریافت مدال درجه اول سلطنت شد.

## شهرداری رشت
از سال ۱۳۳۰ به مدت دو سال و چند ماه در زمان دکتر محمد صدیق از سوی انجمن شهر رشت به شهرداری این شهر منصوب شد. وی در طی این زمان خدماتی انجام داد:
- تهیه نقشه جامع شهر رشت،
- احداث فاضلاب در خیابان‌های اصلی شهر،
- تأسیس بنگاه حمایت مادران و نوزدان (که خود سال‌ها ریاست هیئت مدیره آن را بر عهده داشت) و
- تشکیل کارگاه‌ای گلدوزی و حصیربافی در مؤسسهٔ نوانخانهٔ رشت و تعلیم صنایع دستی به اطفال یتیم این مؤسسه.

وی برای تأمین هزینه‌های ایجاد قرائت خانه و کلاس‌های اکابر و تأسیس مؤسسات خیریه با نوشتن نمایشنامه‌های «ندای وطن» و «عاقبت وخیم» و «عشق خونین» و به نمایش درآوردن آن‌ها با گروه تأتر «جمعیت آزاد ایران» درآمد خوبی به دست آورد و قسمتی از آن را صرف ایجاد کلاس‌های سالمندان و قرائت خانه کرد و نیز بخشی از آن را به خرید زمین ناصریهٔ رشت برای تأسیس بیمارستان اختصاص داد. این بیمارستان پس از این با عوارض شهرداری رشت که از برنج‌های صادراتی اخذ می‌شد، در این زمین ساخته شد که به نام بیمارستان «پورسینا» نامیده شد و به دست «رضا افشار» حاکم وقت گیلان افتتاح گردید. این بیمارستان هم‌اکنون یکی از بیمارستان‌های بزرگ استان گیلان است که حتی پذیرای بیماران زیادی از استانهای مجاور است.
سرتیپ پور، عضو هیئت امنای سازمان ملی حفاظت آثار باستانی ایران بود و در زمینه تأتر و نمایش و بازیگری نیز فعالیت داشت. او از این ویژگی خود بهره جست و پس از فروپاشی نهضت جنگل، نمایش نامه‌ای به نام «انتقام وطن» نوشت. نمایش نامه‌های دیگری نیز به نام‌های خشایار شاه و فتح آتن، آخرین روز بابل و ترجمه نمایش‌نامه انوشیروان و مزدک نوشته «گریگور یقیکیان» دارد که اغلب این آثار به اجرا درآمده‌اند.

## نمایندگی مجلس
جهانگیر سرتیپ پور در سال ۱۳۴۲ به نمایندگی مردم رشت در مجلس شورای ملی برگزیده شد. از جمله اقدامات سرتیپ پور در این دوران تلاش و پیگیری وی برای تأسیس دانشگاه گیلان است. در سال ۱۳۴۳ پیشنهاد ساخت شعبه دانشکده کشاورزی را در گیلان مطرح می‌کند که در آذرماه ۱۳۴۵ از تابلوی این دانشکده توسط رئیس مجلس وقت پرده برداری شد. ساختن راه رشت ـ فومن، اعتبار خرید برای احداث فرودگاه رشت، خرید بانک خون برای بیمارستان پورسینا، توسعه کتابخانه ملی رشت، گرفتن ۲۰۰ هکتار برای تأسیس دانشگاه گیلان گرفتن زمین و اعتبار برای تأسیس زایشگاه رشت، از دیگر اقدامات اوست. وی در دوران نمایندگی مجلس در مقابل فراکسیون «کانون مترقی» حسنعلی منصور، فراکسیونی به نام «فراکسیون مستقل» تشکیل داد که مؤثرترین خدمت آن مخالفت با لایحه‌ای بود که به موجب آن مستشاران نظامی آمریکا در صورت ارتکاب جرم از مجازات دستگاه‌های قضائی ایران مصون و محفوظ می‌ماندند. در هنگام طرح لایحه کاپیتولاسیون توسط دولت حسنعلی منصور، با آن به مخالفت صریح کرد و از پشت تریبون مجلس شورای ملی فریاد کشید «این لایحه مخالف عزّت و شرف و اقتدار ملت ایران است. تصویب این لایحه ستم به ملت است، بملّت ستم نکنید که خود دچار آن خواهید شد».
او در دوران نمایندگی نطق مستدلی در مخالفت با جدایی بحرین از ایران ایراد نمود و از مخالفان این امر بود.
سرتیپ پور از سال ۱۳۵۰ از کارهای سیاسی کناره گرفت و به کارهای فرهنگی و هنری اشتغال یافت مثل عضویت در کنگره‌های بین‌المللی باستان‌شناسی و هنر ایران و ریاست هیئت مدیره فولکولوریک ایران پرداخت.

## فعالیتهای فرهنگی
وی پیوندی ناگسستنی با آداب و سنن و فرهنگ قومی گیلان زمین داشت. مقاله‌ای نیز با عنوان «گیلان از دیدگاه هنر» به چاپ رسیده‌است که در آن به موسیقی ایرانی پرداخته‌است.
آثاری که از وی به چاپ رسیده‌است بدین قرار است:
- گیلان نامه، جزوه‌ای در ۵۴ صفحه، مصور در تعرفه محصولات کشاورزی و اوضاع طبیعی گیلان که در سال ۱۳۲۸ به چاپ رسید.
- مجموعه‌ای به نام «اوخان» مشتمل بر ۷۰ تصنیف گیلکی که ۱۵ آهنگی آن را خود ساخته‌است و در سال ۱۳۳۷ به چاپ رسید.
- نشانی‌هایی از گذشته دور گیلان و مازندران که تحقیقی است مربوط به تاریخ باستان شمال ایران تا عهد ساسانیان که در سال ۱۳۵۶ منتشر شد.
- «ویژگی‌های دستوری و فرهنگ واژه‌های گیلکی» که بسیاری از لغات اصیل گیلکی را دربردارد نخستین کتابی است که در زمینه دستور گویش گیلکی در ایران نگارش یافته‌است.
- «نام‌ها و نامداران گیلان» که شامل فهرست الفبایی نام بزرگان علم و هنر و ادب و تاریخ گیلان است.
- «ریشه یابی واژه‌های گیلکی» که شامل وجه تسمیه شهرها و روستاهای گیلان می‌باشد.

همچنین وی ترانه سرای آهنگ های بسیاری بوده است، ‌از جمله آهنگ خروسخوان (به آهنگسازی حبیب الله بدیعی) (برای فیلم خورشید می درخشد) و ...
جهانگیر سرتیپ پور در هفتم آذرماه ۱۳۷۱ ش در تهران چشم از جهان فروبست و در قبرستان سلیمان داراب رشت به خاک سپرده شد.